# جهة سوس ماسة درعة
سوس ماسة درعة هي إحدى الجهات الستة عشرة التي كانت تؤلف المغرب. تبلغ مساحتها 70,880 كم2 أي بما يعادل 9.9% من المساحة الكلية للمغرب. بلغ عدد سكانها 3,094,985 نسمة في الإحصاء المغربي الرسمي لعام 2004 بحيث شكل سكانها نسبة 18.5% من إجمالي سكان المغرب، تشتهر المنطقة بالسياحة والفلاحة وخصوصا زيت شجرة أركان النادرة جدا.

## التقسيم الإدراي
تنقسم الجهة إلى تسعة أقاليم وعمالات هي:
- عمالة أكادير إدا وتنان.
- إقليم تارودانت.
- إقليم تنغير.
- إقليم تيزنيت.
- إقليم زاكورة.
- إقليم سيدي إفني.
- إقليم شتوكة أيت باها.
- إقليم ورززات.
- عمالة أنزكان - آيت ملول.

## جغرافيا
تقع جهة سوس-ماسة-درعة وسط المغرب، حيث تحتل شريطا يمتد من المحيط الأطلسي إلى الحدود الجزائرية. 
يحدها غربا المحيط الأطلسي وجنوبا جهة كلميم ـ وادنون وشمالا جهتا مراكش تانسيفت الحوز وتادلة أزيلال، وشرقا جهة مكناس- تافيلالت والحدود المغربية الجزائرية. وتمتد الجهة على مساحة 70.880 كيلومترا مربعا أي ما يمثل أكثر من %10 من المساحة الإجمالية للمغرب.

## النمو الديموغرافي للجهة
المنطقة تشمل 24 مدينة و212 قرية ريفية.

## مميزات الوسط الطبيعي

### المناخ والتضاريس
تتميز الجهة بتنوع تضاريسها التي تتكون من السلاسل الجبلية والسهول والأراضي الصحراوية، وتمثل جبال الأطلس الكبير وجبال الأطلس الصغير أهم السلاسل الجبلية بالجهة وهي تقسمها إلى حوضين شاسعين: 
- حوض سوس ماسة والذي يضم سهول سوس واشتوكة وماسة من جهة.
- وحوض درعة من جهة أخرى.

وتعتبر السلاسل الجبلية التي تتميز بها الجهة بمثابة خزان مائي طبيعي، نظرا للتساقطات الثلجية والمطرية المهمة التي تعرفها، مما يسمح بامتداد مدة جريان المياه الجوفية للسهول الواقعة بسفوح هذه الجبال. وتتميز الشبكة الهيدروغرافية للجهة بتوفر أودية هامة منها على الخصوص:
- وادي سوس الذي ينبع من الأطلس الكبير ويصب بشاطئ إنزكان.
- وادي ماسة الذي ينبع من الأطلس الصغير ويصب بشاطئ ماسة.
- وادي درعة أطول واد في المغرب، ينبع من الأطلس الكبير ويخترق نجود ورزازات لينتشر في الصحراء قبل أن يصل إلى مصبه خارج التراب الجهوي قرب شاطئ طانطان.

ومن مميزات مناخ الجهة بشكل عام، كونه مناخا جافا لتأثره بعدة عوامل: التضاريس وساحل المحيط الأطلسي والصحراء. 
وتتميز التساقطات بالجهة، بالتباينات التي تعرفها سواء على المستوى المجالي أو على مستوى فترات التساقطات. 
ويبلغ المعدل السنوي للتساقطات ما يقارب 300 ملم بتارودانت وبأكادير. وتضعف هذه التساقطات كلما اتجهنا نحو المناطق الشرقية للجهة.

### الموارد الطبيعية
تتوفر الجهة على موروث غابوي مهم، حيث تصل نسبة المساحات الطبيعية إلى حوالي 19,1% من المساحات المتواجدة على الصعيد الوطني. وتغطي الغابة ما يقارب 16% من التراب الجهوي موزعة على مختلف أقاليم الجهة، إذ يتوفر إقليم تارودانت وحده على 49% من مجموع المساحة الجهوية، في حين ورغم شساعة إقليم ورززات وزاكورة فإنهما لا يضمان سوى 5,3% من هذه المساحة. 
و ورغم اختلاف وتنوع الغطاء النباتي بالجهة فإن شجرة الأركان تحتكر أكثر من 63% من المساحة الغابوية وتنتشر بحوض سوس ماسة وجبال الأطلس الكبير والأطلس الصغير الغربيين. كما تغطي حوالي 730 ألف هكتار تتوزع على عمالات: أكادير-إدوتنان وإنزكان أيت ملول وكذا أقاليم اشتوكة أيت باها وتارودانت وتزنيت وسيدي إفني.

### الموارد المائية
تتوفر الجهة على تسعة سدود كبرى ومتوسطة وأربع قنوات لنقل المياه وتبلغ حقينة السدود 371 مليون متر مكعب في السنة وهو حجم يمثل 70% من الموارد المائية الممكن تعبئتها بحوض سوس ماسة. 
أما التساقطات المطرية، فيلاحظ أن هناك تباينا في التساقطات من حيث الزمان والمكان وتتراوح ما بين 100 ملم و400 ملم وهي كمية جيدة ينعكس تاثيرها على الموارد المائية الجوفية والسطحية.

### الساحل
يمتد الشريط الساحلي للجهة على واجهة المحيط الأطلسي على طول يناهز 180 كلم، تحده شمالا جماعة امسوان القروية وفي الجنوب الجماعة القروية لصبويا. 
ويضم ما لا يقل عن تسعة عشر موقعا للصيد من جميع الأصناف، من بينه أكادير الذي يعد الأكثر تجهيزا على الصعيد الوطني بالإضافة إلى ميناء للصيد بسيدي إفني.

## الاقتصاد

### القطاع الفلاحي
تعتبر الزراعة (الحوامض والخضراوات) قطاعا اقتصاديا رائدا في الجهة، رغم الظروف المناخية الصعبة، والمساحة الصالحة للزراعة لا تتعدى 8,6% من مساحتها الإجمالية. وتعتبر مصدرا مهما للعملة الصعبة، ومشغلا هاما لليد العاملة، فضلا عن تطويرها للصناعة الغذائية. فهي زراعة موجهة للتصدير، تجعل من جهة سوس ماسة درعة أكثر تنافسية ومنفتحة على مختلف مناطق العالم. 
بالإضافة إلى الزراعة، تعد تربية المواشي قطاعا مكملا لها، فهي مصدر رئيسي لدخل الساكنة القروية، خاصة المناطق التي لا تسمح بقيام زراعة مهمة. 
ويتميز هذا القطاع بسيادة الرعي التقليدي الواسع، إذ لا زالت الجهة تتميز ببعض أشكال الرعي التقليدي كالانتجاع وشبه الترحال والترحال.
تساهم جهة سوس ماسة على الصعيد الوطني في القطاع الفلاحي بثلث القيمة المضافة ونصف الصادرات.

### الصيد
يعد قطاع الصيد (الصيد الساحلي والصيد في أعالي البحار والصيد التقليدي) ثالث قطاع من حيث الأهمية الاقتصادية بعد السياحة والفلاحة، فميناء أكادير بفضل طاقته الاستقبالية، وبنياته التحتية وبتجهيزاته الأساسية يحتل المرتبة الأولى على الصعيد الوطني من حيث عبور وتصدير المنتجات البحرية المتنوعة كما أنه يحتضن مقر «بورصة الصيد البحري».

### المناجم
يحتوي تراب الجهة وعلى الخصوص مرتفعات الأطلس الكبير والأطلس الصغير على إمكانيات منجمية مهمة خصوصا أقاليم تارودانت وتزنيت وورززات وزاكورة. 
ومن أهم المعادن المتواجدة بالجهة نذكر: النحاس والذهب والفضة والمنغنزيوم والكوبالت والحديد والرخام.

### الصناعة
تمثل جهة سوس ماسة درعة في المجال الصناعي المرتبة الثالثة على الصعيد الوطني، إذ تساهم بنسبة 6% من إجمالي القيمة المضافة للقطاع الصناعي، ويعزى هذا إلى النمو الذي سجله قطاع الصناعة الغذائية وفي جزء منه إلى قطاع الصناعة الكيماوية. 
أما الصناعة التقليدية فساهمت بما قدره 8% من الإنتاج الداخلي الخام، مما يجعلها تحتل الدرجة الثالثة من حيث توفير مناصب الشغل بعد القطاع الفلاحي (صناعة الأدوات الفخارية والأواني النحاسية وصناعة الحلي الفضية ودباغة الجلد وصناعة الزرابي والأثاث.

### السياحة
تعد جهة سوس ماسة درعة القطب السياحي الأول على صعيد المغرب، باعتبار تكامل تضاريسها واعتدال مناخها وكذا تنوع الإرث الحضاري والفني والثقافي، وهي تزخر بتنوع المنتوج من قبيل السياحة الشاطئية بأكادير، والأثرية بكل من ماسة وتارودانت وتزنيت وسيدي إفني وكذا السياحة الثقافية، والسياحة الاستكشافية بواحات درعة ودادس وتودغة (ورززات وزاكورة).